# Brockhausen (Lingen)
Brockhausen ist ein Ortsteil der Stadt Lingen (Ems) im niedersächsischen Landkreis Emsland.

## Geografie und Verkehrsanbindung
Der Ort liegt nordöstlich der Kernstadt Lingen. Südwestlich des Ortes verläuft die B 70, nordwestlich die B 213 und südlich die B 214. Nördlich erstreckt sich das 17 ha große Naturschutzgebiet Wacholderhain und östlich das 19 ha große Naturschutzgebiet Deepenbrock.

## Geschichte
Die ehemalige Gemeinde Brockhausen, welche mit der Gemeinde Laxten eine Samtgemeinde bildete, schloss sich zum 1. Januar 1970 der Stadt Lingen an. Der letzte Bürgermeister der Gemeinde Brockhausen war Bernhard Klaas.

## Naturdenkmale
In der Liste der Naturdenkmale in Lingen ist für den Ortsteil Brockhausen ein Naturdenkmal aufgeführt.